# Nynäshamn–Ventspils
Nynäshamn-Ventspils är en bilfärjelinje mellan Nynäshamn (Norviks hamn) i Sverige och Ventspils i Lettland. Rederiet är Stena Line som trafikerar linjen med M/S Stena Baltica och M/S Stena Scandica.
Det finns 1-2 avgångar per dag och restiden är 8,5-10 timmar.